# كوروغلو (أوبرا)
كوروغلو (بالأذرية: (Koroğlu (opera) هي أوبرا مكونة من خمسة فصول، وكتبها ملحن الأذربيجاني المشهور عزير حاجبايوف. كتبها ليبريتو للعمل حيدر إسماعيلوف، شعرها محمد سعيد أوردوبادي. 
استنادا إلى النسخة الأذربيجانية من الملحمة الشعبية التركية كوروغلو.

## تاريخ أوبرا
وقد قام عزير حاجبايوف بتأليف هذه الأوبرا في ربيع وصيف عام 1736. 
تعد كوروغلو، ذروتها من أعمال الملحن، واحدة من ألمع الأمثلة على الأوبرا الكلاسيكية العالمية.
أقيمت أوبرا كوروغلو في مسرح أكاديمية دولة أذربيجان للأوبرا والباليه في 30 أبريل، عام 1937. 
حصل عزير حاجيبوف على جائزة الاتحاد السوفيتي الحكومية لأوبرا كوروغلو في عام 1941. 
خلال جولة مسرح أكاديمية دولة أذربيجان للأوبرا والباليه، تم عرض أوبرا كوروغلو في مدن مثل تبريز، تبيليسي، كييف وسانت بطرسبرغ.

## وصلات خارجية
- https://www.youtube.com/watch?v=lyhOpyzcyP4
- https://www.youtube.com/watch?v=BMHO-e5UaHc